# Caju (Leme)
Caju é um bairro rural (área urbana isolada) do município brasileiro de Leme, que integra a Região Metropolitana de Piracicaba, no interior do estado de São Paulo.

## Geografia

### Demografia

#### População urbana
| Crescimento população urbana | Crescimento população urbana | Crescimento população urbana | Crescimento população urbana |
| Censo                        | Pop.                         |                              | %±                           |
| ---------------------------- | ---------------------------- | ---------------------------- | ---------------------------- |
| 1991                         | 648                          |                              | —                            |
| 2000                         | 699                          |                              | 7,9%                         |
| 2010                         | 603                          |                              | −13,7%                       |
| Fonte: IBGE e Fundação SEADE |                              |                              |                              |

Até o Censo 2010 (IBGE) Caju era classificado pelo IBGE como área urbana isolada do distrito sede.

### Rodovias
O principal acesso ao bairro Caju é a estrada vicinal que liga o bairro à cidade de Leme e ao distrito de Martinho Prado Júnior.

## Serviços públicos

### Educação
- EMEB Bernardo Garcia[6]
- Creche Paulina Bertin de Moraes

### Saúde
- PSM Caju[7]

### Saneamento
O serviço de abastecimento de água é feito pela Superintendência de Água e Esgotos da Cidade de Leme (SAECIL).

### Energia
A responsável pelo abastecimento de energia elétrica é a Neoenergia Elektro, antiga CESP.

### Telecomunicações
O bairro era atendido pela Telecomunicações de São Paulo (TELESP), que inaugurou a central telefônica utilizada até os dias atuais. Em 1998 esta empresa foi vendida para a Telefônica, que em 2012 adotou a marca Vivo para suas operações.

## Atividades econômicas
No bairro está instalada a Unidade 1 da Mineração Caju, que opera no mercado de extração e fornecimento de areia.

## Religião
O Cristianismo se faz presente no bairro da seguinte forma:

### Igreja Católica
- A igreja faz parte da Diocese de Limeira[14].

### Igrejas Evangélicas
- Congregação Cristã no Brasil[15].